# Sainte-Gauburge-Sainte-Colombe
Sainte-Gauburge-Sainte-Colombe is een gemeente in het Franse departement Orne (regio Normandië). De plaats maakt deel uit van het arrondissement Mortagne-au-Perche. De gemeente telde 1.013 inwoners op 1 januari 2022.

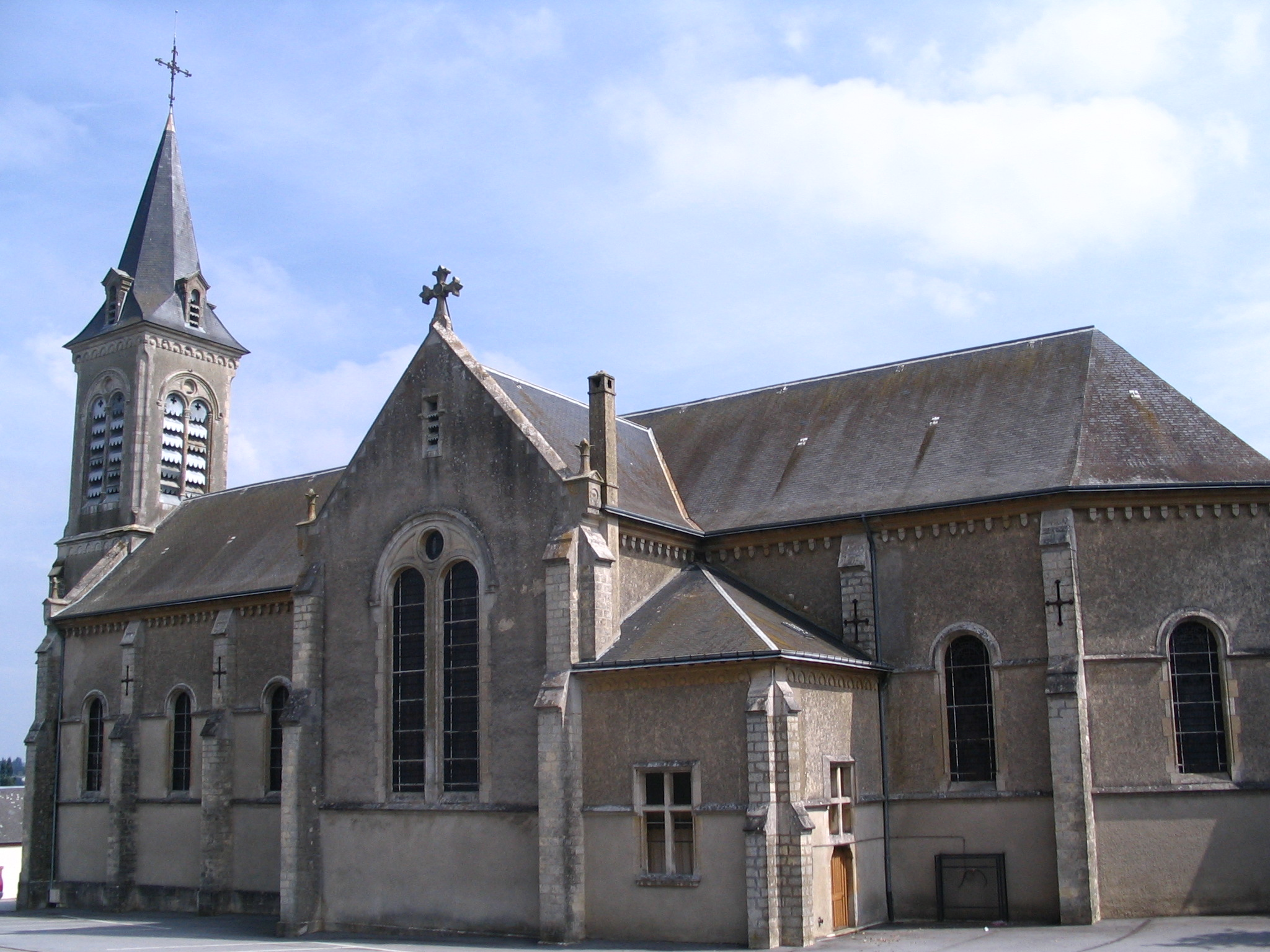
Kerk van Sainte-Gauburge-Sainte-Colombe

## Geografie
De oppervlakte van Sainte-Gauburge-Sainte-Colombe bedroeg op 1 januari 2022 21,17 vierkante kilometer; de bevolkingsdichtheid was toen 47,9 inwoners per km².

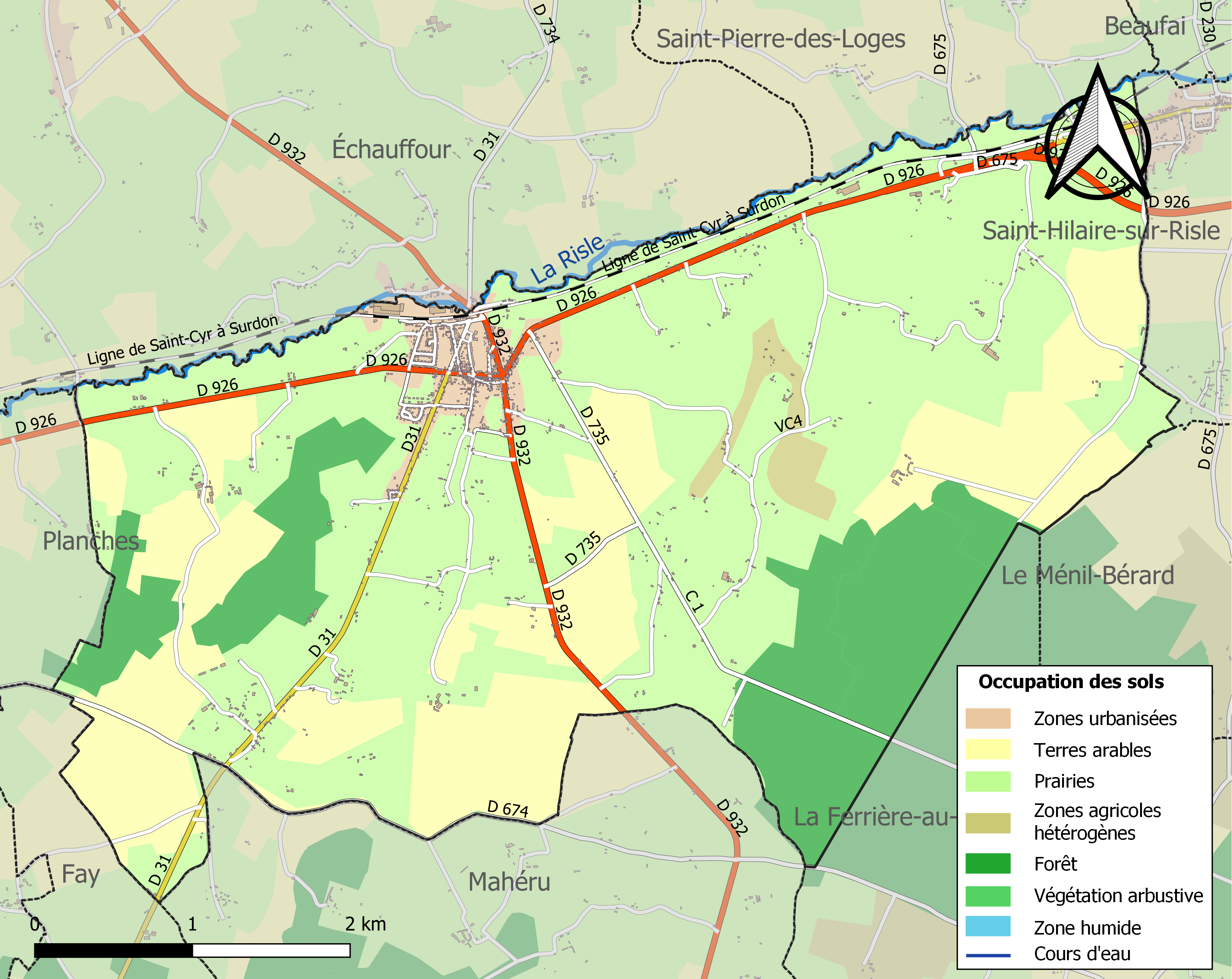
Kaart van de gemeente met belangrijkste infrastructuur, bodemgebruik en omliggende gemeenten

## Geschiedenis
De huidige gemeente Sainte-Gauburge-Sainte-Colombe is in 1864 ontstaan door de samenvoeging van de twee voormalige gemeenten Sainte-Gauburge en Sainte-Colombe.

## Verkeer en vervoer
In de gemeente ligt spoorwegstation Sainte-Gauburge.

## Demografie
Onderstaande figuur toont het verloop van het inwonertal (bron: INSEE-tellingen).